# Cut Copy
Cut Copy — австралийская синти-поп-группа. Создана в 2000-х годах.

## История
Группа Cut Copy образовалась в 2001 году в Мельбурне как отдельный проект Дэна Уитфорда. В 2003 году Уитфорд собрал несколько сессионных музыкантов, и в 2005 году они впервые отправились в международное турне, включавшее в себя Лондон, Нью-Йорк и Лос-Анджелес. Они выступали вместе с Franz Ferdinand, Junior Senior, Bloc Party и Mylo. В декабре 2007 года группа отправилась в турне по Австралии вместе с Daft Punk. Их тур "Nevereverland Tour" имел оглушительный успех.
В 2004 году Cut Copy выпустили дебютную пластинку «Bright Like Neon Love». Музыка была написана и спродюсирована лидером группы Дэном Уитфордом, который по совместительству является дизайнером и диджеем. Жанр, в котором работает группа, критики определяют как инди и синти-поп. В ней чувствуется влияние групп 1980-х, таких как Fleetwood Mac, New Order и ELO.
Группа выступала на ежегодном фестивале электронной музыки в Барселоне «Sonar Collective» в 2005 году.
Их второй альбом "In Ghost Colours" (с англ. — «В Призрачных цветах») был выпущен в феврале 2008 года, которому предшествовал сборник ремиксов SoCosmic Mix на новые песни и уже выпущенные ранее треки, вдохновившие их на создание новой пластинки.
Второй по счёту полноценный альбом имел позитивное вдохновляющее звучание, слегка отличающееся от первого альбома. Их первый альбом, вышедший в 2004 году, имел тёплое электронное синти-поп звучание. Второй альбом имеет отсылки к инди-року, синти-попу, в стилистике 1970-х. На их творчество большое влияние оказали такие группы, как ELO и New Order.
Основной успех группы держится на вокале и харизме их лидера, а также за счет запоминающихся ритмических рисунков песен. Главные хиты пластинки, ставшие основой для отличных ремиксов ещё задолго до выхода альбома — «Lights and Music» и «Hearts on Fire», — имеют элементы эмбиента.

## Дискография
| Год  | Альбом                                            | Место | Место | Место | Место | Место | Место            | Место                       | Сертификация |
| Год  | Альбом                                            | AUS   | FIN   | CAN   | IRE   | UK    | US Billboard 200 | US Dance/ Electronic Albums | Сертификация |
| ---- | ------------------------------------------------- | ----- | ----- | ----- | ----- | ----- | ---------------- | --------------------------- | ------------ |
| 2004 | Bright Like Neon Love - Лейбл: Modular Recordings | –     | –     | –     | –     | –     | –                | –                           |              |
| 2008 | In Ghost Colours - Лейбл: Modular Recordings      | 1     | 32    | –     | –     | –     | 167              | 6                           | - AUS: Gold  |
| 2011 | Zonoscope - Лейбл: Modular Recordings             | 3     | –     | 33    | 65    | 82    | 46               | 2                           |              |
| 2013 | Free Your Mind - Лейбл: Modular Recordings        |       | –     |       |       |       |                  |                             |              |
| 2017 | Haiku from zero - лейбл: Modular Recordings       |       |       |       |       |       |                  |                             |              |